# Dichocrocis philippinensis
Dichocrocis philippinensis là một loài bướm đêm trong họ Crambidae.